# عزلة بني عبد الله (ذي السفال، إب)

تعديل مصدري - تعديل

عزلة بني عبد الله هي إحدى عزل مديرية ذي السفال في محافظة إب اليمنية ويبلغ تعداد سكانها 7515 نسمة حسب التعداد السكاني في اليمن لعام 2004.